# 鲁斯塔姆王朝

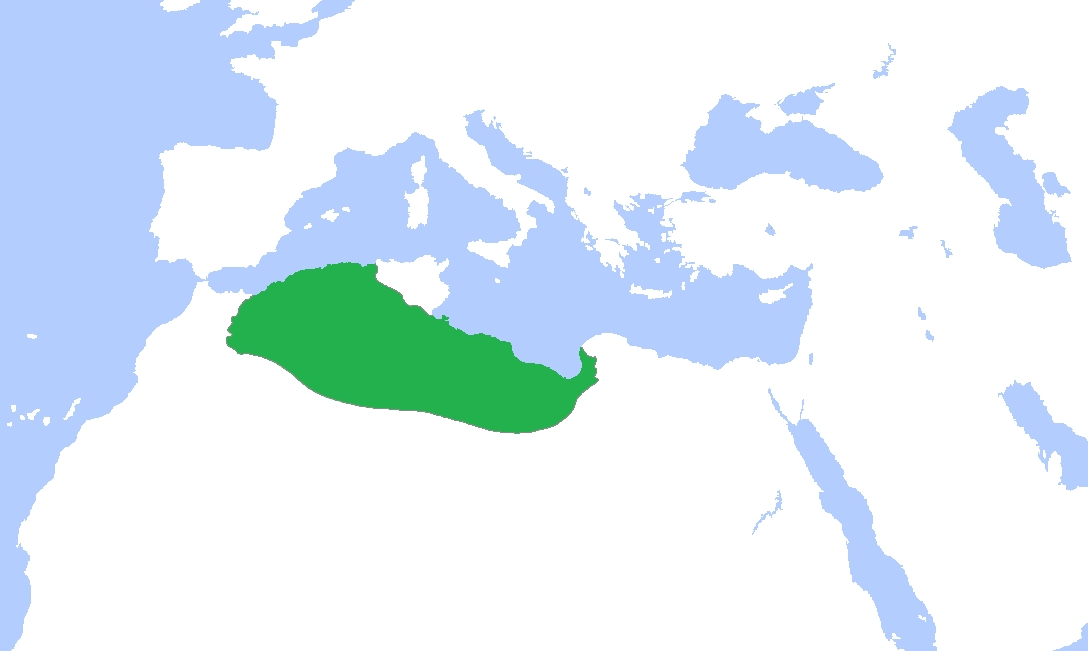
鲁斯塔姆王朝版圖（綠色），公元900年

鲁斯塔姆王朝（阿拉伯语：‎），是波斯裔伊斯蘭教伊巴德派教長國的統治家族，領域主要在阿爾及利亞。 這個王朝是穆斯林的神權政體王朝，建都在提亞雷特（在現代的阿爾及利亞），統治一個半世紀，直到伊斯蘭教伊斯瑪儀派的法蒂瑪王朝在公元10世紀將這個王朝滅亡。這個王朝的領域主要包括今日的阿爾及利亞中部地區，但也擴展到利比亞。

## 歷史

鲁斯塔姆王朝的族譜

伊斯蘭教的伊巴德派於公元719年傳到北非，當時伊巴德派傳教士薩爾瑪·伊本·薩德（Salma ibn Sa'd）被從巴士拉派往凱魯萬傳教。到公元740年，他們的努力讓居住在的黎波里附近，在奈富塞山，以及在的黎波里塔尼亞西部的泽纳塔的主要胡瓦拉柏柏人部落皈依。在公元757年（回曆140年），四個在巴士拉宗教學校訓練出來的傳教士，其中包括阿卜杜勒·拉罕·伊本·魯斯塔姆（Abdar-Rahmānibn Rustam）宣布在當地成立伊巴德派教長國，開始了由阿布·哈塔卜·阿卜拉阿卜·伊本·阿薩姆（Abu l-Khattab Abdul-A'la ibn as-Samh）統治的國家，阿拔斯王朝在公元761年派遣穆罕默德·伊本·阿什阿特（Kuza'i）對其進行鎮壓，阿布·哈塔卜·阿卜拉阿卜·伊本·阿薩姆被殺。
阿布·哈塔卜·阿卜拉阿卜·伊本·阿薩姆被殺後，的黎波里塔尼亞的伊巴德派信徒推舉阿布·哈蒂姆·馬祖茲（Abu l-Hatim al-Malzuzi）為伊瑪目；他在公元768年發動第二次叛亂，在公元772年失敗被殺。此後，權力重心移往阿爾及利亞，到公元777年，一位在易弗里基葉出生和成長的伊巴德派信徒，波斯人後裔，也是教長國四位創始人之一者後代，名為ʻAbd ar-Rahmān ibn Rustam，被選為伊瑪目 ；此後，這個王朝的大位由他的家族所持有，這種做法得到伊巴德派信徒的辯護，因為他們指出他不來自任何部落，因此他的家族對組成國家中的任何部落都不會偏袒。
新的教長國以新建的提亞雷特為首都；幾個從突尼斯和的黎波里塔尼亞被擊潰而流離失所的伊巴德派部落遷去那裡安頓，並建立了堅固的防禦工事。它成為撒哈拉以南非洲和中東之間的新興貿易路線的主要停靠點。
穆斯林聖訓（Ibn as-Saghir）將這位伊瑪目描述為禁慾主義者，修葺自己的房屋，並拒絕饋贈。如果市民認為他忽略了自己的職務，就可以嚴厲批評他。宗教道德透過法律嚴格執行。
鲁斯塔姆王朝在公元812年與盤踞易弗里基叶凯鲁万的阿格拉布王朝作戰，但除此之外，他們基本上是採取Modus vivendi方式。這種做法讓位於阿格拉布王朝邊界的信奉伊巴德派的部落不悅，他們發起了幾次叛亂。
在統治者阿卜杜勒·瓦哈卜過世之後，鲁斯塔姆王朝在軍事上變得軟弱無力。他們在公元909年被法蒂瑪王朝輕易地征服，許多伊巴德派信徒（包括最後一個伊瑪目）逃往瓦爾格拉的塞德拉塔（Sedrata）部落，最終他們遷移到姆扎卜山谷。
魯斯塔米王朝“發展了一種四海皆知的聲譽，基督徒、非哈瓦利吉派穆斯林和哈瓦利吉派內不同支派的信徒都一同生活在這裡。” 在知識領域裡，魯斯塔米王朝有許多學者和飽學之士，例如 'Abd ar-Rahman ibn Rustam、瓦哈比派的始祖阿卜都·瓦哈比、穆罕默德·伊本·阿布多·瓦哈比、dan Abu al-Yaqzhan ibn Aflah、Mahdi an-Nafusi、'Abd Allah al-Lamthi 和 Mahmud ibn Bakr。阿卜杜勒-拉赫曼（Abd ar-Rahman）有部對《古蘭經》解經學著作。穆罕默德·伊本·阿布多·瓦哈比（Abd al-Wahhab）撰寫了有關伊斯蘭法理學的《瑪薩·納夫薩》。
穆罕默德·伊本·阿布多·瓦哈比精通阿拉伯文學、數學和天文學。阿布·雅克佔（Abu al-Yaqzhan）撰寫了約40部作品。由於他們對知識的熱情，魯斯塔米王朝大力將有價值的作品從馬什里克（意為阿拉伯世界東部）轉移到馬格里布，尤其是搬去 al-Ma'shumah（在提亞雷特）和 Khizanah Nafusah（在奈富塞山）的圖書館。此外，提亞雷特以“馬格里布的伊拉克”，“al-‘Iraq ash-Shaghir”，“馬格里布的巴爾赫”，或“小巴士拉”而聞名。
除了這些成就外，鲁斯塔姆王朝還為在馬格里布和蘇丹草原的伊斯蘭化給予重要貢獻。在大約兩個世紀的時間（回曆130年-340年/公元 750年-950年）裡面，哈瓦利吉派信徒控制了馬格里布和蘇丹草原的貿易路線（現代歷史學者認為伊巴德派是哈瓦利吉派比較溫和的分支，但伊巴德派拒絕被認為是哈瓦利吉派的一員，但承認自己是在公元657年哈瓦利吉派的分離運動時自己發展出來的）。許多伊巴德派商人在廣闊的地區城市間旅行，例如提亞雷特、瓦爾格拉、Nafzawa、奈富塞山、塔得馬卡特（Tadmakkat）、加奧和加納。通過這種經濟活動，伊巴德派信徒利用貿易的機會，同時推廣伊斯蘭教。